# ジョナサン・ピータース
ジョナサン・ピータース（Jonathan Peters、1969年1月25日）は、アメリカ・ニューヨーク州出身のDJ、リミキサー、プロデューサーである。
世界中で様々なアーティストにリミキサーとして楽曲提供する。2006年に雑誌DJ Times Magazineには「ナンバーワンDJ」として選考された。

## ディスコグラフィ
- 2002年: Live With Jonathan Peters
- 2003年: Last Dance: Soundfactory Classics
- 2008年: Jonathan Peters Presents: Pacha New York

US Billboard Dance Chartで1位を記録したリミックス
- ドナ・サマー「Love Is A Healer」
- ボブ・マーリー「Sun Is Shining」
- チャカ・カーン「Never Miss The Water」
- アンバー「Above The Clouds」
- レイナ（英語版）「No One's Gonna Change You」
- ロバータ・フラック「Killing Me Softly」

### 日本のリミックスした主な曲
- 倖田來未：「TAKE BACK」
- day after tomorrow: 「faraway」
- 浜崎あゆみ：「TO BE」「appears」「kanariya」「SEASONS」「AUDIENCE」「NEVER EVER」「Dearest」
- J Soul Brothers：「Fly away」
- DA PUMP：「if...」
- BoA：「ID; Peace B」
- EXILE ：「Fly Away」
- 鈴木亜美：「AROUND THE WORLD」
- TRF：「BRAVE STORY」